# Diocesi di Masan
La diocesi di Masan (in latino Dioecesis Masanensis) è una sede della Chiesa cattolica in Corea suffraganea dell'arcidiocesi di Daegu. Nel 2023 contava 182.358 battezzati su 2.387.028 abitanti. È retta dal vescovo Linus Seong-hyo Lee.

## Territorio
La diocesi comprende quasi per intero la provincia del Gyeongsang Meridionale in Corea del Sud; sono escluse alcune parti delle aree metropolitane delle città di Gimhae e Miryang.
Sede vescovile è la città di Masan, dove si trova la cattedrale del Sacro Cuore.
Il territorio è suddiviso in 75 parrocchie, raggruppate in 4 decanati: Masan, Changwon, Jinju e Geoje.

## Storia
La diocesi è stata eretta il 15 febbraio 1966 con la bolla Siquidem catholicae di papa Paolo VI, ricavandone il territorio dalla diocesi di Busan.

## Cronotassi dei vescovi
Si omettono i periodi di sede vacante non superiori ai 2 anni o non storicamente accertati.
- Stephen Kim Sou-hwan † (15 febbraio 1966 - 9 aprile 1968 nominato arcivescovo di Seul)
- Joseph Byeong Hwa Chang † (3 agosto 1968 - 15 dicembre 1988 ritirato)
- Michael Pak Jeong-il † (15 dicembre 1988 - 11 novembre 2002 ritirato)
- Francis Xavier Ahn Myong-ok (11 novembre 2002 succeduto - 19 aprile 2016 dimesso)
- Constantine Bae Ki Hyen (19 aprile 2016 - 27 agosto 2022 dimesso)
  - Sede vacante (2022-2024)[2]
- Linus Seong-hyo Lee, dal 21 dicembre 2024

## Statistiche
La diocesi nel 2023 su una popolazione di 2.387.028 persone contava 181.943 battezzati, corrispondenti al 7,6% del totale.
| anno | popolazione | popolazione | popolazione | presbiteri | presbiteri | presbiteri | presbiteri                | diaconi | religiosi | religiosi | parrocchie |
| anno | battezzati  | totale      | %           | numero     | secolari   | regolari   | battezzati per presbitero | diaconi | uomini    | donne     | parrocchie |
| ---- | ----------- | ----------- | ----------- | ---------- | ---------- | ---------- | ------------------------- | ------- | --------- | --------- | ---------- |
| 1970 | 30.727      | 2.132.544   | 1,4         | 35         | 29         | 6          | 877                       |         | 6         | 60        | 23         |
| 1980 | 48.991      | 2.730.000   | 1,8         | 44         | 38         | 6          | 1.113                     |         | 13        | 88        | 39         |
| 1990 | 95.788      | 2.514.696   | 3,8         | 65         | 59         | 6          | 1.473                     |         | 22        | 225       | 47         |
| 1999 | 132.333     | 2.517.857   | 5,3         | 99         | 85         | 14         | 1.336                     |         | 32        | 318       | 62         |
| 2000 | 136.337     | 2.514.177   | 5,4         | 104        | 90         | 14         | 1.310                     |         | 25        | 289       | 62         |
| 2001 | 140.976     | 2.521.621   | 5,6         | 112        | 95         | 17         | 1.258                     |         | 40        | 302       | 63         |
| 2002 | 144.532     | 2.501.084   | 5,8         | 115        | 99         | 16         | 1.256                     |         | 42        | 314       | 63         |
| 2003 | 146.915     | 2.511.095   | 5,9         | 115        | 99         | 16         | 1.277                     |         | 33        | 315       | 63         |
| 2004 | 149.354     | 2.489.945   | 6,0         | 123        | 106        | 17         | 1.214                     |         | 43        | 335       | 63         |
| 2013 | 167.279     | 2.552.003   | 6,6         | 162        | 137        | 25         | 1.032                     |         | 52        | 317       | 74         |
| 2016 | 175.308     | 2.560.439   | 6,8         | 173        | 143        | 30         | 1.013                     |         | 63        | 301       | 75         |
| 2019 | 180.933     | 2.522.166   | 7,2         | 161        | 142        | 19         | 1.123                     |         | 40        | 244       | 72         |
| 2021 | 181.943     | 2.537.000   | 7,2         | 168        | 146        | 22         | 1.082                     |         | 45        | 272       | 74         |
| 2023 | 182.358     | 2.387.028   | 7,6         | 175        | 155        | 20         | 1.042                     |         | 49        | 256       | 75         |